# Pseudoaustroboletus valens
Pseudoaustroboletus valens — вид грибів, що належить до монотипового роду Pseudoaustroboletus.